# وارقة فلبينية
وارقة فلبينية (الاسم العلمي: Phyllium philippinicum) هي نوع من الحشرات تتبع جنس الوارقة من فصيلة الوارقات.